# Salcedo (Castropol)
Salcedo es una aldea de la parroquia de Barres, concejo de Castropol, en la comarca del Eo-Navia, Principado de Asturias, España.